# Karl Heinrich Gotthilf von Köstlin

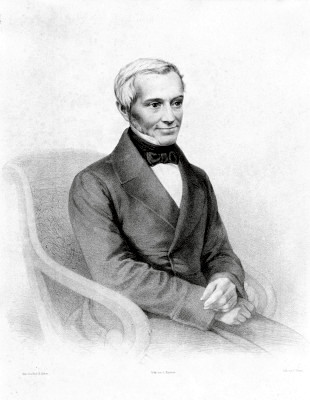
Karl Heinrich Gotthilf von Köstlin

Karl Heinrich Gotthilf Köstlin, ab 1840 von Köstlin (* 20. Juni 1787 in Nürtingen; † 18. August 1859 in Stuttgart), war ein deutscher Mediziner und Reformer der klinischen Psychiatrie in Württemberg sowie Mitglied der Schwäbischen Dichterschule.

## Leben und Wirken
Heinrich Köstlin war der dritte überlebende Sohn des Nürtinger Diakons, nachmaligen Dekans und (Ehren-)Prälaten Nathanael Köstlin und der Sibylle Friederike Cless (1751–1824). Er besuchte als Hospes (Gastschüler) seit 1801 das evangelisch-theologische Seminar in Bebenhausen und bezog zum Wintersemester 1803/04 die Universität Tübingen zum Studium der Medizin. Dabei kam ihm zugute, dass sein Lehrer, Professor Carl Friedrich Kielmeyer, einst Schüler seines Großcousins Karl Heinrich Köstlin an der Hohen Karlsschule in Stuttgart gewesen war. Der junge Köstlin gehörte zu den Studenten, die unter Johann Heinrich Ferdinand Autenrieth den psychisch erkrankten Dichter Friedrich Hölderlin zu behandeln versuchten. Hier machte er die Erfahrungen, die für seinen späteren Werdegang bedeutsam werden sollten. Mit seinen Freunden Justinus Kerner, Karl Mayer und Ludwig Uhland bildete Heinrich Köstlin den Kern der Schwäbischen Dichterschule. Er arbeitete fleißig am „Sonntagsblatt für gebildete Stände“ mit und veröffentlichte unter den Pseudonymen „L.N.“ und „Chrysalethes“ Gedichte und Epigramme im „Poetischen Almanach für das Jahr 1812“ und im „Deutschen Dichterwald“ (1813).
Philosophisch waren die Freunde, auch der spätere badische Staatsrat Karl Friedrich Nebenius gehörte zeitweise dazu, besonders von der Schelling’schen Naturphilosophie beeinflusst, zumal Friedrich Wilhelm Joseph Schelling ein Vetter Köstlins war.
Der Promotion im August 1808 folgten Studienaufenthalt in Wien (Bekanntschaft mit Friedrich Schlegel) und München, wo Köstlin bei Schelling wohnte und Ludwig Tieck traf.
Eine sehr gewünschte Reise zu Ludwig Uhland nach Paris scheiterte am Widerstand der Eltern.
So eröffnete er im Herbst 1809 eine Praxis in Stuttgart, die er bis Ende 1855 betreiben sollte. Im Jahr 1814 wurde Köstlin Stadtdirektionsarzt, 1817 Medizinalrat, 1823 zudem Arzt am Städtischen Waisenhaus und 1828 Obermedizinalrat mit Sitz im Medizinalkollegium. Im Jahr 1834 bot ihm König Leopold I. von Belgien vergeblich die Stelle eines Leibarztes an.
Im Medizinalkollegium war Heinrich Köstlin für psychiatrische Fragen zuständig und so widmete er sich mit großer Energie der Reform der klinischen Psychiatrie im Königreich Württemberg. Nach seinen Plänen und Instruktionen wurde das ehemalige Jagdschloss Winnental bei Winnenden 1833/34 zu einer modernen Heil- und Pflegeanstalt umgebaut und eingerichtet sowie das bestehende „Irrenhaus“ im säkularisierten Kloster Zwiefalten 1839 grundlegend reformiert. Neben dieser Arbeit setzte sich Köstlin für die Apothekenvisitation ein und er war maßgeblich an der neuen württembergischen Landes-Pharmakopöe von 1847 beteiligt. Aus gesundheitlichen Gründen zog er sich 1853 aus dem Medizinalkollegium zurück. Zwei Jahre später stellte Köstlin auch seine Praxis ein.
Bereits 1840 ehrte König Wilhelm I. von Württemberg ihn mit dem Ritterkreuz des Ordens der Württembergische Krone, womit der persönliche Adel verbunden war. 1853 erhielt er das Kommenturkreuz dieses Ordens. Köstlins Verdienste wurden im Schwäbischen Merkur vom 8. Januar 1860, S. 33–35, und in der Allgemeinen Zeitschrift für Psychiatrie, Band 17 (1860), Seiten 381–382, gewürdigt.
In den letzten Jahren beschäftigte sich Heinrich Köstlin wieder mehr mit philosophischer Lektüre und Poesie. Er übernahm noch öffentliche Aufgaben, etwa als Kirchenältester in seiner Gemeinde und als Mitglied der Stuttgarter Lokalleitung des Württembergischen Wohltätigkeitsvereins. Nach längerer Krankheit verstarb er am 18. August 1859. Sein Grab ist auf dem Stuttgarter Hoppenlaufriedhof noch erhalten.

## Familie
Heinrich Köstlin war seit 1814 mit Mathilde verw. Storr geb. Otto (1794–1835) verheiratet und hatte sieben Kinder:
- Mathilde Köstlin (1815–1867), verheiratet mit Carl Heinrich Ludwig Hoffmann (1807–1881)
- Heinrich Köstlin (1817–1822)
- Otto Köstlin (1818–1884), Arzt und Professor für Naturwissenschaften am Gymnasium in Stuttgart
- Adolf Köstlin (1820–1842), Theologe
- Theodor Köstlin (1823–1900), Jurist, Staatsrat, Oberlandesgerichtspräsident in Stuttgart
- Julius Köstlin (1826–1902), Professor für evangelische Theologie in Göttingen, Breslau und Halle/Saale, Kirchenhistoriker, Pionier der historischen Lutherforschung
- Thusnelde Köstlin (1827–1896), verheiratet mit Rudolf von Schmid (1828–1907), Pfarrer, Ephorus in Schöntal, Prälat und Generalsuperintendent von Heilbronn, Oberhofprediger in Stuttgart (Nachfolger von Karl von Gerok)

Heinrich Köstlin ist ein Ur-Ur-Großvater der deutschen RAF-Terroristin Ulrike Meinhof.